# 호소카와 미쓰나오

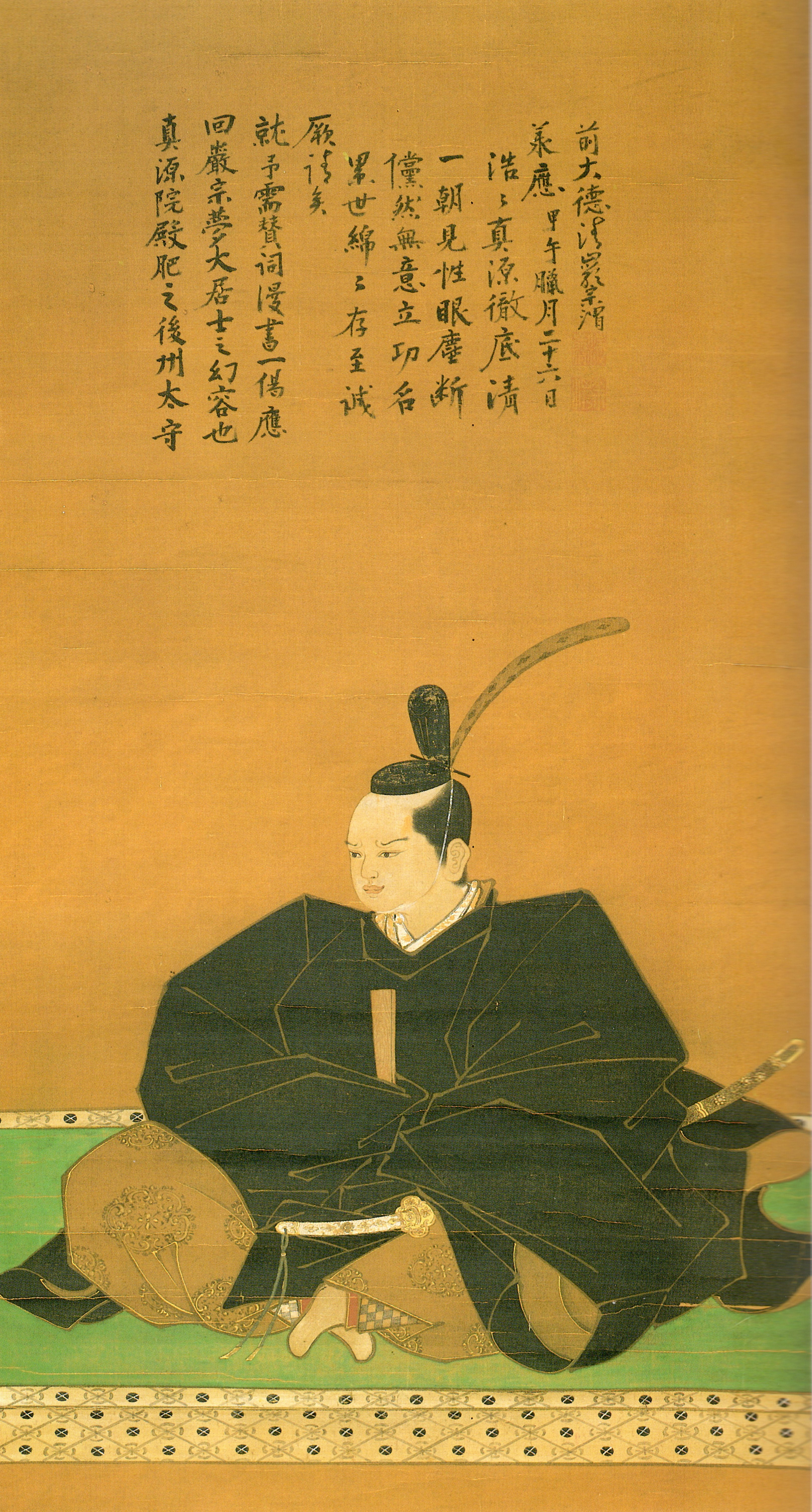
호소카와 미쓰나오

호소카와 미쓰나오(細川光尚, 1619년 ~ 1650년)는 에도 시대 초기의 다이묘이다. 히고 구마모토번 제2대 번주(藩主)이자 구마모토번 호소카와가 제3대 당주로서 초대 번주 호소카와 다다토시의 장남이다. 모친은 호주인(오가사와라 히데마사의 친딸, 도쿠가와 히데타다의 양녀이자 종외손녀). 아명은 로쿠마루(六丸), 원복 후 에도 막부 제3대 쇼군 도쿠가와 이에미쓰의 편휘(偏諱)를 받아 미쓰토시(光利)로 불렸으며 부친 사후 미쓰나오로 개명하였다.
다다토시 미쓰나오 부자는 시마바라의 난에 전공을 세웠다.
| 전임 호소카와 다다토시 | 제2대 구마모토번 번주 (히고 호소카와가) 1641년 ~ 1649년 | 후임 호소카와 쓰나토시 |